# Aire d'attraction de Longwy
L'aire d'attraction de Longwy est un zonage d'étude défini par l'Insee pour caractériser l’influence de la commune de Longwy sur les communes environnantes..

## Définition
L'aire d'attraction d'une ville est composée d’un pôle, défini à partir de critères de population et d’emploi ainsi que d’une couronne constituée des communes dont au moins 15 % des actifs travaillent dans le pôle. Le pôle d’attraction constitue ainsi un point de convergence des déplacements domicile-travail,.

## Géographie
L’aire d'attraction de Longwy est une aire inter-départementale qui comporte 23 communes : 21 situées en Meurthe-et-Moselle et 2 dans la Meuse (Arrancy-sur-Crusnes et Saint-Pierrevillers). 

### Carte

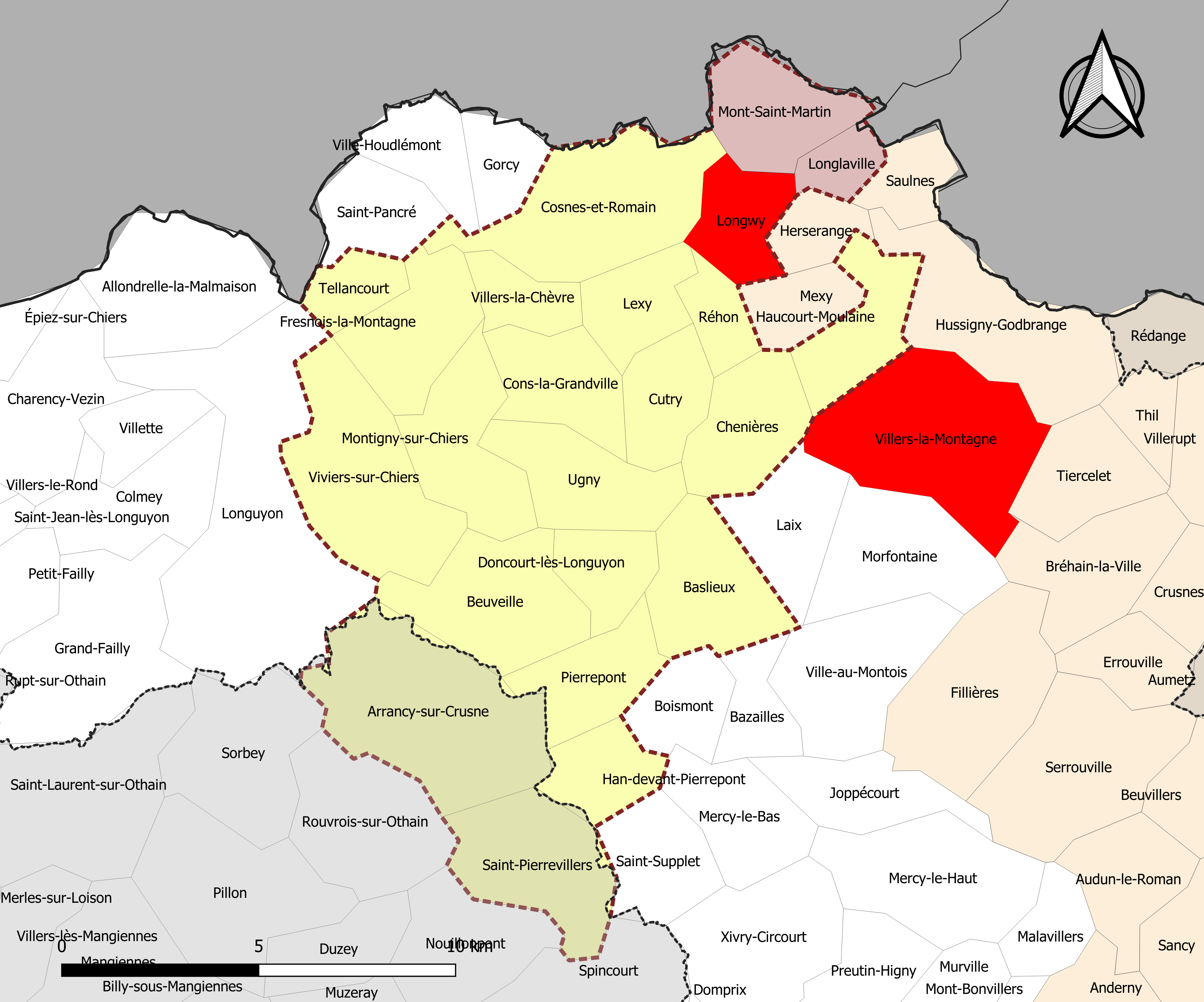
Carte de l'aire d'attraction de Longwy.
Commune-centre
Commune du pôle principal
Commune de la couronne

### Composition communale
| Nom                     | Code Insee | Département        | Statut                    | Superficie (km2) | Population (dernière pop. légale) | Densité (hab./km2) | Modifier                                    |
| ----------------------- | ---------- | ------------------ | ------------------------- | ---------------- | --------------------------------- | ------------------ | ------------------------------------------- |
| Longwy (commune-centre) | 54323      | Meurthe-et-Moselle | commune-centre            | 5,34             | 15 492 (2022)                     | 2 901              | modifier les données · modifier les données |
| Longlaville             | 54321      | Meurthe-et-Moselle | commune du pôle principal | 3,21             | 2 373 (2022)                      | 739                | modifier les données · modifier les données |
| Mont-Saint-Martin       | 54382      | Meurthe-et-Moselle | commune du pôle principal | 8,80             | 9 282 (2022)                      | 1 055              | modifier les données · modifier les données |
| Baslieux                | 54049      | Meurthe-et-Moselle | commune de la couronne    | 10,17            | 520 (2022)                        | 51                 | modifier les données · modifier les données |
| Beuveille               | 54067      | Meurthe-et-Moselle | commune de la couronne    | 11,90            | 780 (2022)                        | 66                 | modifier les données · modifier les données |
| Chenières               | 54127      | Meurthe-et-Moselle | commune de la couronne    | 8,50             | 600 (2022)                        | 71                 | modifier les données · modifier les données |
| Cons-la-Grandville      | 54137      | Meurthe-et-Moselle | commune de la couronne    | 8,25             | 525 (2022)                        | 64                 | modifier les données · modifier les données |
| Cosnes-et-Romain        | 54138      | Meurthe-et-Moselle | commune de la couronne    | 16,23            | 2 805 (2022)                      | 173                | modifier les données · modifier les données |
| Cutry                   | 54151      | Meurthe-et-Moselle | commune de la couronne    | 5,97             | 1 042 (2022)                      | 175                | modifier les données · modifier les données |
| Doncourt-lès-Longuyon   | 54172      | Meurthe-et-Moselle | commune de la couronne    | 5,62             | 294 (2022)                        | 52                 | modifier les données · modifier les données |
| Fresnois-la-Montagne    | 54212      | Meurthe-et-Moselle | commune de la couronne    | 8,59             | 413 (2022)                        | 48                 | modifier les données · modifier les données |
| Haucourt-Moulaine       | 54254      | Meurthe-et-Moselle | commune de la couronne    | 7,42             | 3 483 (2022)                      | 469                | modifier les données · modifier les données |
| Lexy                    | 54314      | Meurthe-et-Moselle | commune de la couronne    | 5,99             | 3 902 (2022)                      | 651                | modifier les données · modifier les données |
| Montigny-sur-Chiers     | 54378      | Meurthe-et-Moselle | commune de la couronne    | 9,36             | 479 (2022)                        | 51                 | modifier les données · modifier les données |
| Pierrepont              | 54428      | Meurthe-et-Moselle | commune de la couronne    | 7,02             | 827 (2022)                        | 118                | modifier les données · modifier les données |
| Réhon                   | 54451      | Meurthe-et-Moselle | commune de la couronne    | 3,73             | 3 811 (2022)                      | 1 022              | modifier les données · modifier les données |
| Tellancourt             | 54514      | Meurthe-et-Moselle | commune de la couronne    | 3,76             | 638 (2022)                        | 170                | modifier les données · modifier les données |
| Ugny                    | 54537      | Meurthe-et-Moselle | commune de la couronne    | 9,14             | 695 (2022)                        | 76                 | modifier les données · modifier les données |
| Villers-la-Chèvre       | 54574      | Meurthe-et-Moselle | commune de la couronne    | 4,02             | 568 (2022)                        | 141                | modifier les données · modifier les données |
| Viviers-sur-Chiers      | 54590      | Meurthe-et-Moselle | commune de la couronne    | 16,24            | 658 (2022)                        | 41                 | modifier les données · modifier les données |
| Han-devant-Pierrepont   | 54602      | Meurthe-et-Moselle | commune de la couronne    | 4,96             | 146 (2022)                        | 29                 | modifier les données · modifier les données |
| Arrancy-sur-Crusnes     | 55013      | Meuse              | commune de la couronne    | 20,16            | 458 (2022)                        | 23                 | modifier les données · modifier les données |
| Saint-Pierrevillers     | 55464      | Meuse              | commune de la couronne    | 11,12            | 151 (2022)                        | 14                 | modifier les données · modifier les données |

## Démographie
Cette aire est catégorisée dans les aires de moins de 50 000 habitants, une catégorie qui regroupe 12,2 % de la population au niveau national,.